# Babice u Šternberka
Babice (deutsch Babitz) ist eine Gemeinde im Okres Olomouc in Tschechien. Sie liegt drei Kilometer nordwestlich von Šternberk.

## Geographie
Babice befindet sich am Übergang der Hanna ins Niedere Gesenk am Babický potok. Nordöstlich erhebt sich der Hügel Kamínka (329 m). Im Gemeindegebiet erstrecken sich die Seen Kamenný rybník und Bahnitý rybnik. Babice verfügt im Osten über einen Bahnhof.
Nachbarorte sind Krakořice im Norden, Hlásnice im Nordosten, Šternberk im Südosten, Lužice im Süden, Hnojice im Südwesten, Žerotín und Strukov im Westen sowie Dolní Mladějovice und Mladějovice im Nordwesten.

## Geschichte
Babice wurde erstmals im Jahre 1228 schriftlich erwähnt und gehörte zur Herrschaft Šternberk. Seit 1339 ist die Existenz einer Pfarrkirche nachweisbar. Nach dem Tod von Peter von Krawarn schenkte dessen Witwe Anna Babice 1405 zusammen mit mehreren Nachbardörfern dem Augustiner-Chorherrenstift Sternberg. Die Augustiner übernahmen 1474 auch das Patronat über die Pfarrkirche. 1480 erwarben sie auch das Gut Žerotín und bestimmten dieses zum Verwaltungssitz, zu dem auch Babice bis zur Aufhebung des Stifts 1784 gehörte.
Während des Dreißigjährigen Krieges erlosch 1624 die Pfarre in Babice. In dieser Zeit begann auch die Germanisierung des Dorfes.
1737 erfolgte die Verlagerung der Klosterbrauerei nach Babice, das sich zu einem Zentrum des Sternberger Landes entwickelt hatte. Im Dorf bestanden drei Gasthäuser. Im Zuge der Josephinischen Reformen wurde das Stift 1784 aufgelöst und Babice kam unter die Verwaltung des Religionsfonds. Nachdem der südwestlich des Dorfes gelegene Babitzer Hof parzelliert und an deutsche Siedler verkauft worden war, entstand 1786 an dessen Stelle die Siedlung Hermanetz (Heřmanec). Diese wurde später in Egersdorf (Egrov) umbenannt. Die Kirche wurde im 18. Jahrhundert als Filialkirche der Sternberger Pfarrkirche erneuert.
Nach der Aufhebung der Patrimonialherrschaften wurde Babitz 1850 zur selbständigen Gemeinde im Bezirk Sternberg, zu der der Ortsteil Egersdorf und die Einödwirtschaft des Gasthauses Filzlaus gehörten.
1958 fand der Dekan Pospíšil in der Kapelle eine kleine Madonnenreliquie aus dem 14. Jahrhundert, die wahrscheinlich aus dem Augustinerkloster stammt. Sie ist heute auf der Burg Šternberk untergebracht.
Der frühere Ortsteil Egrov ist mit Babice zu einer Einheit verwachsen.

## Ortsteile
- Babice

## Bevölkerungsentwicklung
| Jahr      | 1869 | 1880 | 1890 | 1900 | 1910 | 1921 | 1930 | 1950 | 1961 | 1970 | 1980 | 1991 | 2001 | 2011 | 2021 |
| --------- | ---- | ---- | ---- | ---- | ---- | ---- | ---- | ---- | ---- | ---- | ---- | ---- | ---- | ---- | ---- |
| Einwohner | 612  | 612  | 581  | 598  | 485  | 512  | 585  | 440  | 465  | 397  | 373  | 394  | 403  | 433  | 457  |

## Sehenswürdigkeiten
- Kirche Allerheiligen, das seit 1339 nachweisbare Bauwerk erhielt seine klassizistische Gestalt am Ende des 18. Jahrhunderts
- Marterl an der Straße nach Krakořice, errichtet im 18. Jahrhundert